# Wilhelm Grissemann (Politiker, 1944)
Wilhelm Grissemann (* 25. November 1944 in Seefeld in Tirol, Tirol) ist ein österreichischer Politiker (FPÖ).

## Leben
Wilhelm Grissemann wuchs in Imst heran, wo er Volks-, Haupt- und Handelsschule absolvierte. Nach einem einjährigen Praktikum als Textilkaufmann in Innsbruck absolvierte er von 1962 bis 1963 die Textilfachschule in Dornbirn.
Nach seinem Präsenzdienst gründete er 1964 als selbstständiger Kaufmann das Textilunternehmen Decorona in Imst. Er leitet das Unternehmen noch heute.
Seine politische Laufbahn begann 1974, als Grissemann für die FPÖ in den Gemeinderat von Imst einzog. Er blieb es zunächst sechs Jahre, bis 1980. Von 1986 bis 1992 saß er erneut im Imster Stadtparlament. 1989 folgte die Wahl als Abgeordneter der FPÖ in den Tiroler Landtag, in dem er bis 1994 ein Mandat innehatte.
Seit 1998 ist Grissemann zudem Bezirksparteiobmann seiner Partei für den Bezirk Imst.
Im März 1999 erfolgte die Vereidigung Grissemanns als Mitglied des Bundesrats in Wien. In den vier Jahren, in denen er bis Oktober 2003 in der zweiten österreichischen Parlamentskammer saß, übte er die Funktion als Vorsitzender im Ausschuss für Verkehr, Innovation und Technologie aus.

## Auszeichnungen
- 2004: Großes Silbernes Ehrenzeichen für Verdienste um die Republik Österreich
- Verdienstkreuz des Landes Tirol